# Acacia mbuluensis
Acacia mbuluensis är en ärtväxtart som beskrevs av John Patrick Micklethwait Brenan. Acacia mbuluensis ingår i släktet akacior, och familjen ärtväxter. Inga underarter finns listade i Catalogue of Life.